# Tapestry (ラジオ番組)
Tapestry（タペストリー）は、2006年4月3日から2008年9月30日までTOKYO FMで生放送されていた平日ワイドラジオ番組。

## 概要
「カルチャーやファッションに敏感な女性たち」をターゲットに情報を発信し、同じ世代の女性同士のコミュニティを提供する番組だった。しかし、放送当時の終盤期は、当時放送されていたJ-WAVEのBOOM TOWNとNACK5のNACK WITH YOUに聴取率で差をつけられ、苦戦を強いられた。
2006年8月15日、SCHOOL OF LOCK!のやましげ校長、やしろ教頭と「親子問題」をテーマに話し合った。
2006年10月2日からNTTコミュニケーションズと共同で「香り付き音楽」サービスを開始。指定曲が流れると、NTTコミュニケーションズが発売している「香り発生装置」が作動するシステムと同時にSNSのコミュニティを活動した「Tapestry net」を開始。

## 放送時間
- 月曜-金曜 8:30 - 11:00(JST)

## パーソナリティ
- 栗原由佳（番組開始～2007年3月30日）
- 西任白鵠（2007年4月2日～2008年9月30日）

ピンチヒッター
- 2008.4.28,29、5.2 加藤円夏

## タイムテーブル
- 8:42ごろ 交通情報（東京トヨペット提供）
- 9:05 Tapestry from NEW YORK～ノエビア アヴェニュー＜ノエビア＞(デボラ・ラス)（金曜）
- 9:17 POLUS HAPPY HOUSING＜ポラスグループ＞（月～木曜）
- 9:25(金9:30)ごろ 交通情報（呉工業提供）
- 9:45 Spice Up Your Life！
- 9:55 TOKYO UPDATE
- 10:05 IN MY LIFE
- 10:26 FROM TFM （月～木曜）

るるぶ Tapestry WEEKEND＜JTB＞（金曜）
- 10:35 ジャパネットたかたラジオ・ショッピング
- 10:55(金10:50) エンディング
- 10:55 AJINOMOTO presents 木佐彩子のMyハートフル キッチン 木佐彩子（金曜）

### 香り付き音楽曲目
- DREAM ACADEMY「LIFE IN A NORTHERN TOWN」